# Baltiska stationen, Tallinn

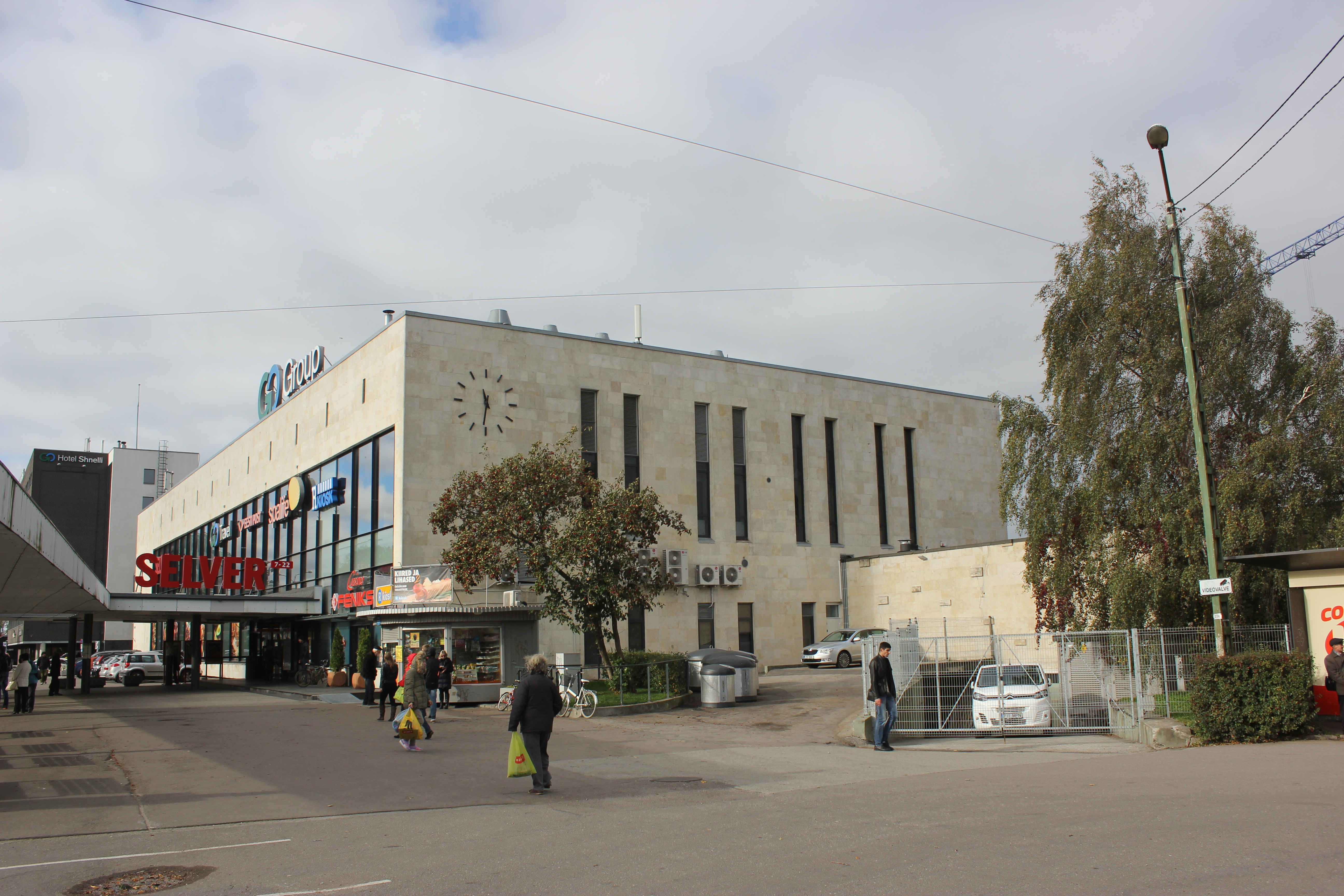
Baltiska stationens entré

Baltiska stationen (estniska: Balti jaam) är den centrala järnvägsstationen i Tallinn i Estland. Den ligger i stadsdelen Kelmiküla i distriktet Põhja-Tallinn.

## Historik
Baltiskas stationen uppfördes i slutet av 1860-talet som del av den Baltiska järnvägen. Nuvarande stationsbyggnad byggdes under den sovjetiska epoken på 1960-talet och har renoverats efter Estlands självständighet i början av 1990-talet. Som en följd av Sovjetunionens upphörande minskade fjärrtrafiken.

## Persontrafik
Från stationen utgår inrikestrafik till Tartu och vidare mot Koidula eller Valga (med vidare byte mot Riga), mot Narva, mot Pärnu/Viljandi, mot Aegviidu samt mot Riisipere/Paldiski. Linjerna trafikeras sedan 2014 av Estlands statliga passagerartrafikbolag Elron. 
Med GoRail finns internationella förbindelser mot Ryssland via Narva: med nattåg mot Moskva och dagtåg mot Sankt Petersburg. För resa mot Lettland och Litauen krävs idag byte i Valga vid lettiska gränsen.

## Bildgalleri

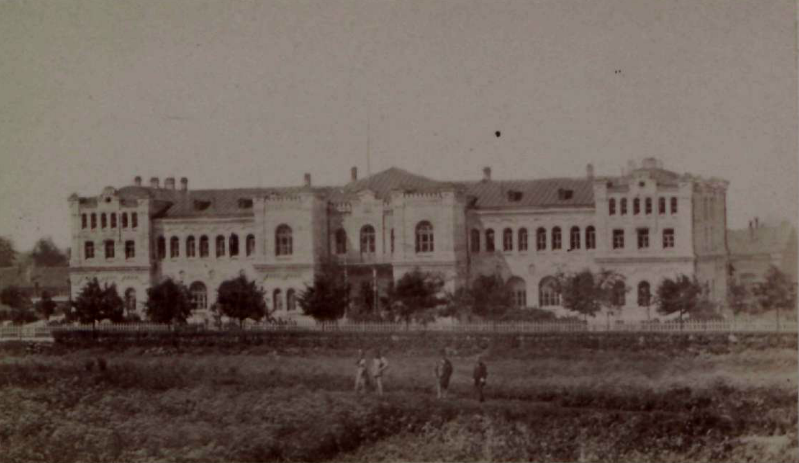
Stationsbyggnad 1880
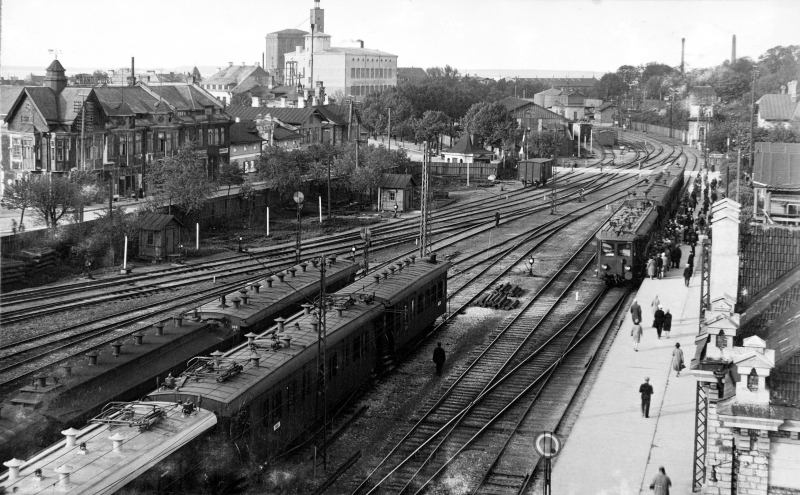
Statiionsområdet, andra hälften av 1920-talet
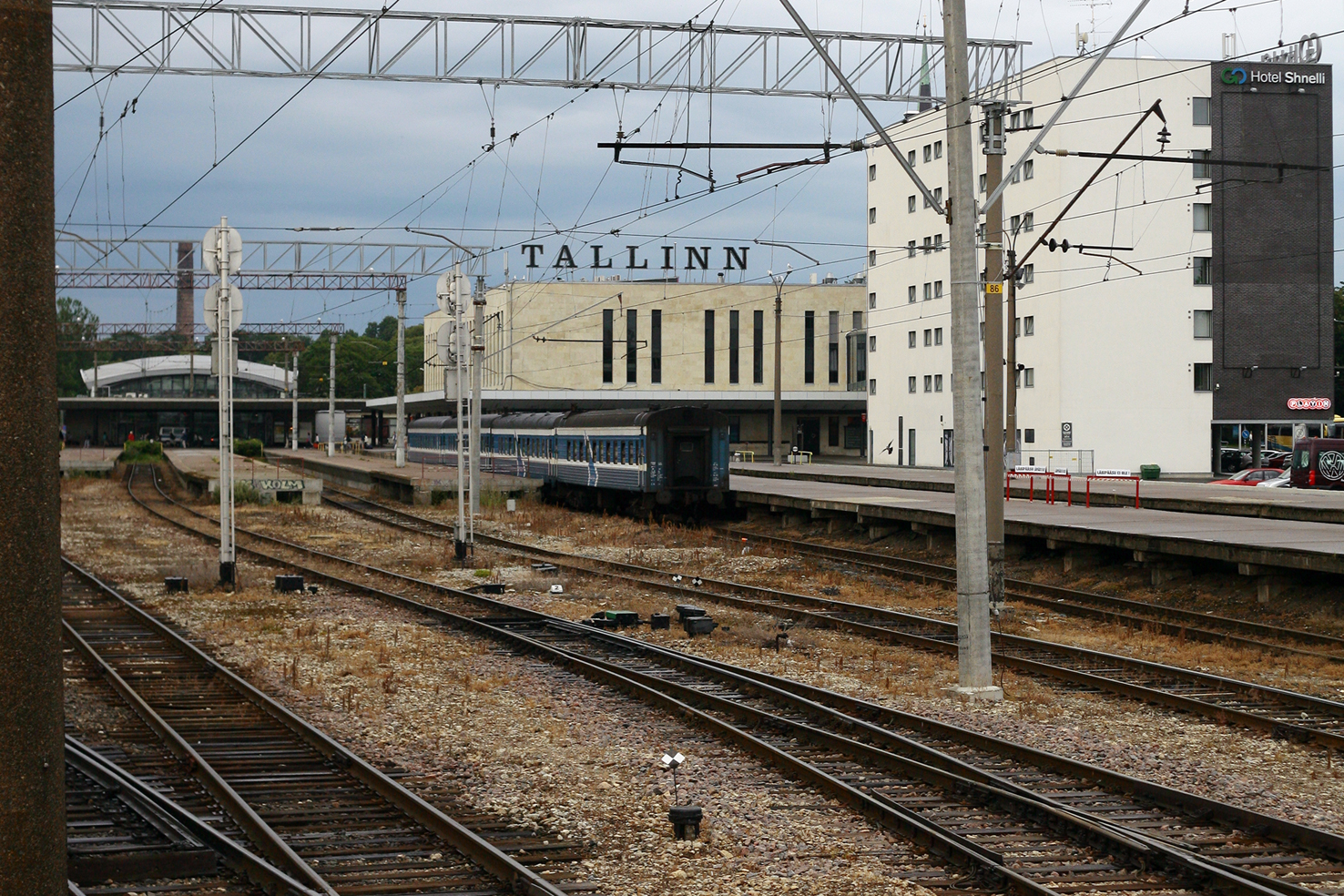
Spårområdet 2008
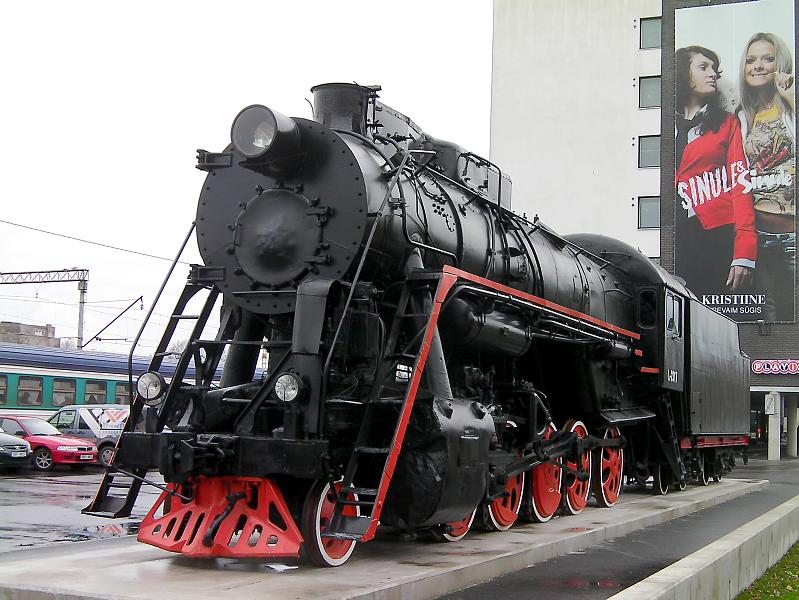
Ånglokomitiv L-2317, 2008
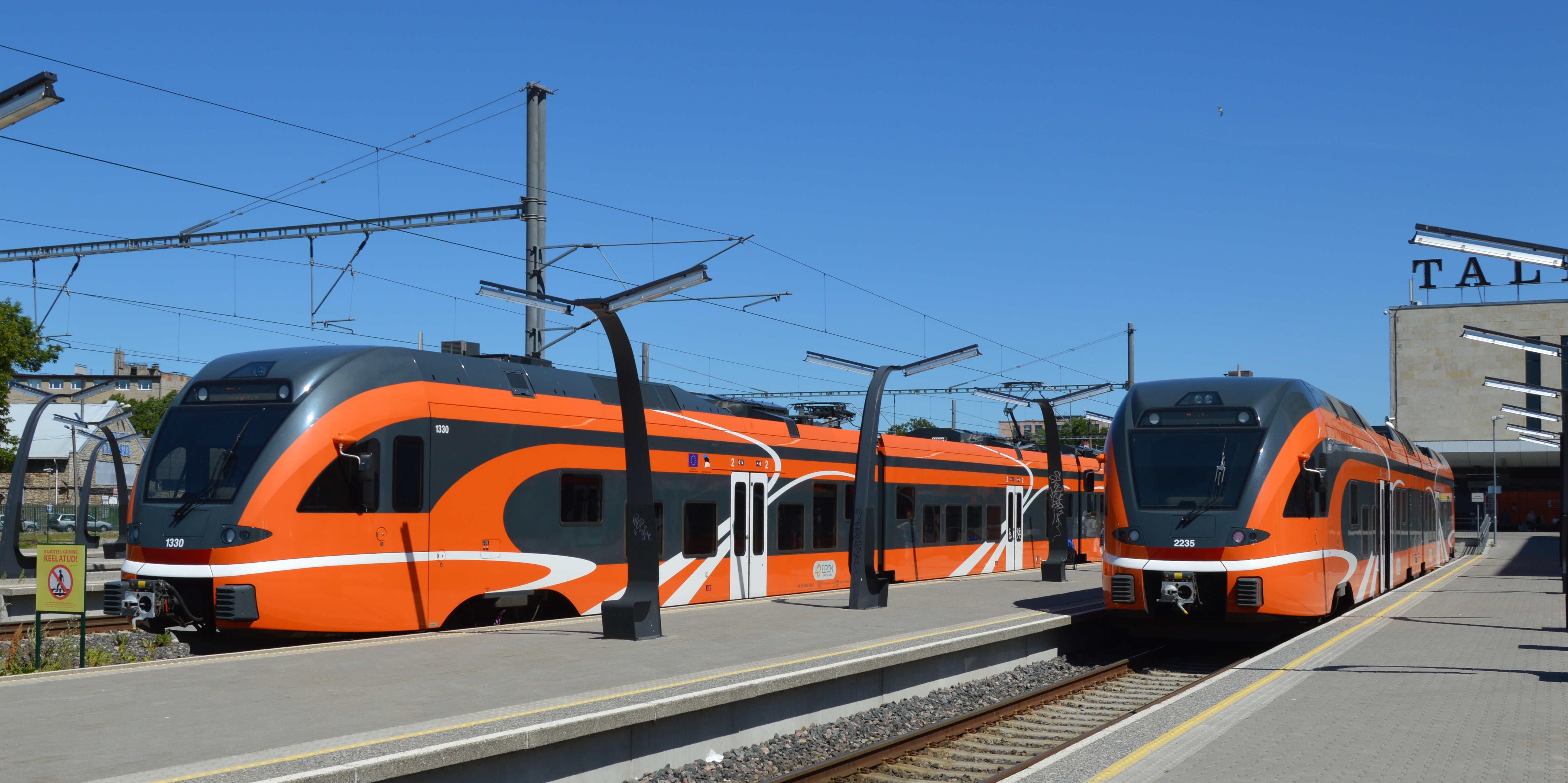
Inrikeståg av modellen Stadler Flirt, 2015